# Пітер Ван Де Вельде (художник)
Пітер ван де Вельде (англ. Peter van de Velde) — фламандський художник-мариніст, який працював в Антверпені. Деякі мистецтвознавці вважають, що за довгою тривалістю життя, яку приписують цьому художнику, могли ховатися два художники, що працювали під одним і тим же ім'ям, можливо, батько і його син.

## Життєпис
Народився в Антверпені, де в 1654 році став майстром гільдії Святого Луки. Між 1666 і 1680 роками він записаний у гільдії як такий, що має учнів. Між 1668 і 1675 роками він створив 50 картин як дозійншильдер для антверпенських арт-дилерів Форхондтів, які експортували ці роботи до Відня. Пізніше Гільям Форхондт II переїхав до Іспанії, щоб підтримати сімейний бізнес. Питання, чи зіграв він якусь роль у створенні ван де Велде видів Іспанії, залишається без відповіді. Враховуючи великий вік, якого мав досягти цей художник, не виключено, що ім'я Пітер ван де Вельде стосується насправді двох художників, можливо, батька і сина, які підписувалися одним і тим же ім'ям. Син Пітера ван де Велде був охрещений в Антверпені у 1687 році. Пітер ван де Велде помер через деякий час після 1723 року, остання дата виявлена на одній з його картин.

## Творчість
Пітер ван де Велде відомий своїми картинами моряків у бурхливому морі та прибережними пейзажами, часто зі східними гаванями. Свої роботи він позначав монограмою P.V.V. або PVV.
Значна частина картин, приписуваних Пітеру ван де Велде, здається, є масовим виробництвом і припускає, що він працював художником у арт-дилера Гілліама Форхондта.